# Patellarsehnenruptur
Die Patellarsehnenruptur ist ein Riss der Sehne zwischen dem unteren Pol der Kniescheibe (Patella) und dem Schienbeinhöcker (Tuberositas tibiae).

## Ursachen
Wie der Riss der Quadrizepssehne kommt der Riss meist durch ein Überspannungstrauma gegen Widerstand oder eine starke Anspannung in Beugestellung des Kniegelenks zustande. Die Patellarsehne (Ligamentum patellae) gehört, aufgrund des relativ kleinen Hebels zwischen dem Drehpunkt des Kniegelenkes und der Kniescheibe, zu den Sehnen mit der größten Querschnittsbelastung des menschlichen Körpers. Diese kann bei schwergewichtigen Menschen 1000 kp/cm² und mehr erreichen. Die Patellarsehnenruptur tritt gehäuft im fortgeschrittenen Alter bei Vorliegen degenerativer Veränderungen, Stoffwechselerkrankungen wie Diabetes mellitus oder arterieller Verschlusskrankheit auf. Auch beidseitige Rupturen sind aufgrund der Vorschädigung nicht selten. Als mögliche Ursache medikamentös bedingter Patellarsehnenrupturen kommen Antibiotika aus der Gruppe der Fluorchinolone in Frage.

## Diagnostik

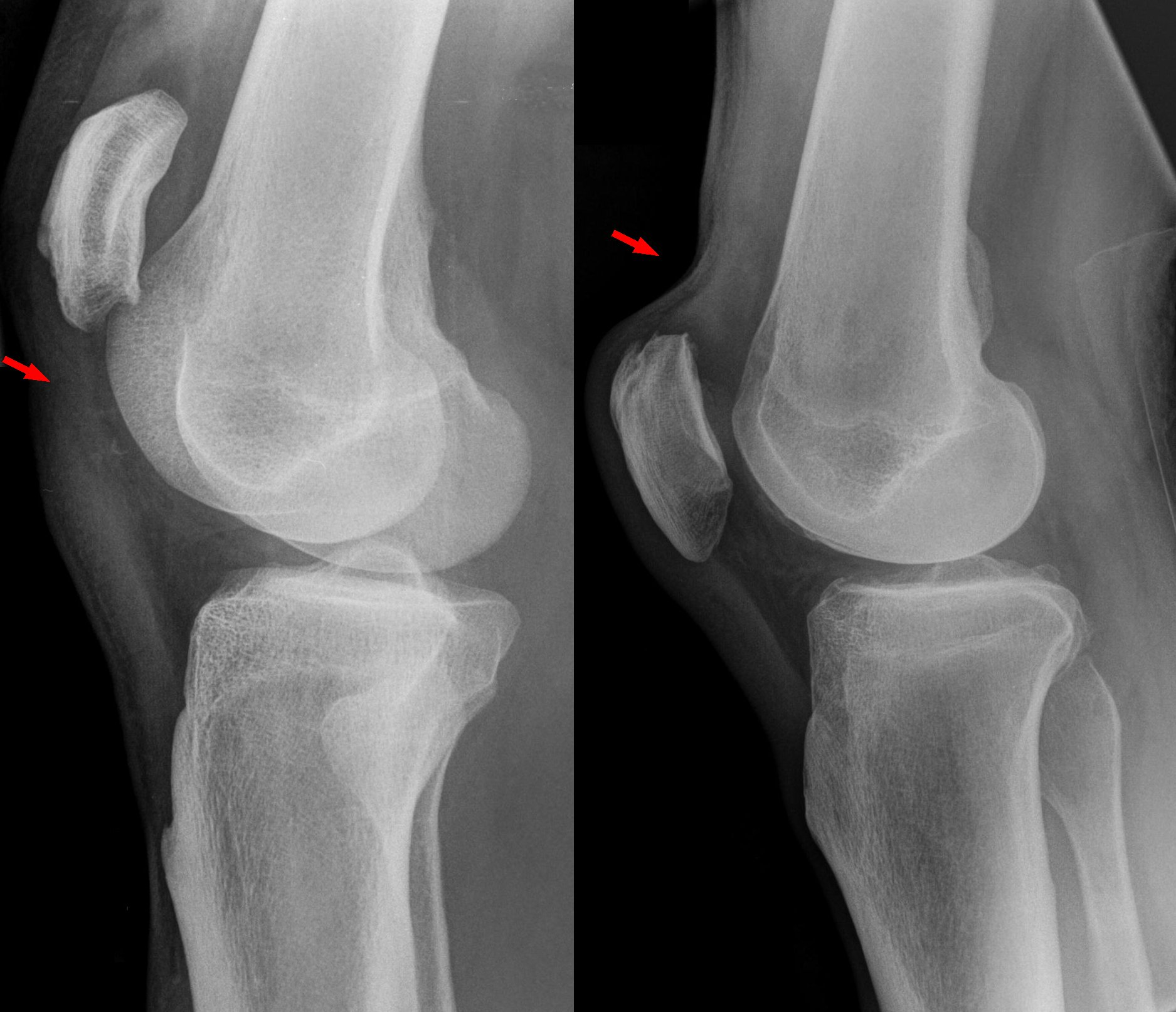
Röntgenbild seitlich: Links Riss der Patellarsehne: Die Kniescheibe wird nach oben gezogen. Rechts als Gegensatz: Riss der Quadrizeps-Sehne: Tiefstand der Kniescheibe und deutliche Delle im Weichteil über der Kniescheibe.

Die Diagnose kann meist schon aufgrund des klinischen Befundes sichergestellt werden: Es findet sich eine Unfähigkeit, das Kniegelenk aktiv gegen Widerstand zu strecken, der typische „Patellahochstand“, das gut tastbare „Hochwandern“ der Kniescheibe bei Beugung im Knie oder Anspannung der Oberschenkel-Streckmuskulatur sowie das ebenfalls gut tastbare „Fehlen“ der Patellarsehne. In Zweifelsfällen, wenn beispielsweise die Untersuchbarkeit des Kniegelenks durch starke Schwellung und Schmerzen eingeschränkt ist, kann eine Sonografie oder eine Magnetresonanztomographie (MRT bzw. Kernspintomographie) Klarheit schaffen. In einzelnen Fällen reißt die Sehne nicht selbst, sondern es liegt eine sogenannte „Abrissfraktur“ aus dem Schienbeinhöcker oder dem unteren Kniescheibenpol vor, die auf einem konventionellen Röntgenbild gut sichtbar ist.

### Differentialdiagnose
Der akute komplette Verlust der Streckfähigkeit des Kniegelenks kann neben der seltenen Patellarsehnenruptur auch durch eine viel häufigere Patellafraktur verursacht sein. Auch hier ist eine höhere Position der Kniescheibe oder eines Teils davon tastbar. Eine seitliche Röntgenaufnahme des Kniegelenks bringt eine sichere Abgrenzung in Form der Bestätigung oder des Ausschlusses einer knöchernen Beteiligung. Durch diese Röntgenaufnahme können auch sichere Hinweise auf eine als Differentialdiagnose mögliche Quadricepssehnenruptur gefunden werden: Der Tiefstand der Kniescheibe bei akutem Streckdefizit. (s.Abb.)

## Therapie
Die Behandlung erfolgt in aller Regel operativ. Je nach Lokalisation der Ruptur (zentral im Sehnenbereich, proximal an der Spitze der Patella oder distal am Ansatz zum Schienbeinhöcker) wird eine Sehnennaht durchgeführt, die bei Knochennähe mit einem Nahtanker im Knochen fixiert wird.  Zusätzlich zur direkten Naht der Sehnenstümpfe wird eine Drahtcerclage zwischen der Patella und dem Schienbeinhöcker angelegt (McLaughlin-Cerclage), die eine frühzeitige funktionelle Therapie erlaubt, da sie die Naht der Patellarsehne vollständig entlastet. In der Nachbehandlung kommt vor allem intensive Krankengymnastik zur Anwendung, die einer Atrophie der Oberschenkel-Streckmuskulatur vorbeugt und die Beweglichkeit des Kniegelenkes erhält. Die operative Entfernung der Cerclage erfolgt nach drei bis sechs Monaten. Sehr häufig reißt die Cerclage spontan im Rahmen der funktionellen Weiterbehandlung. In diesem Fall sollte das Material frühzeitig entfernt werden.

## Prognose
Bei konsequent durchgeführter Primär- und Nachbehandlung ist die Prognose günstig, meist kann die vollständige Wiederherstellung der Funktion des Streckapparates erzielt werden. Durch zu frühe Vollbelastung, die zu einem Bruch des Cerclagedrahtes führen kann, aber auch durch postoperative Wundinfektionen kann das Ergebnis gefährdet werden. Je nach Ausgangslage kommen allerdings besonders bei degenerativ vorgeschädigten Patienten erneute Rupturen der Sehne vor.